# فينيل ألانين
فينيل ألانين، حمض أميني موجود في البروتين
وهو ضروري لنمو الأطفال ولأيض البروتين في الأطفال والبالغين؛ متوفر في الحليب والبيض والتانج وهو يتحول -عادةً- إلى تايروسين في جسم الإنسان.
فينيل ألانين، صيغته الكيميائية (C9H11NO2) هو حمض أميني ضروري،  غير قطبي . وهو من الأحماض الأمينية الأساسية في البشر، وبالتالي يجب أن يتم توفيره في النظام الغذائي. يتواجد هذا البروتين (وباقي البروتينات) في اللحوم ولحم الطيور والبيض والحليب والأسماك والبقول. تنويع الغذاء يضمن حصول الجسم على ما يحتاجه من تلك البروتينات (في مجموعها 21 بروتينا معقدا مختلفا).
 كودونات الـ فينيل ألانين: UUU , UUC

## أعراض نقص فينيل ألانين[3]
- يقل النشاط ويميل الشخص المصاب للنوم معظم الوقت.
- العزوف عن الطعام
- القيء

إذا استمرت الأعراض لأكثر من أسبوعين، يصبح له تأثير ضار على الدماغ وعلى التمثيل الغذائي في الجسم.

## أعراض ارتفاع فينل ألانين
لا يجب التهاون باتباع الحمية الغذائية، بل يجب أن يعتاد المصاب على تناول طعامه الخاص مع الأسرة، يحدث هذا الخلل عادة عند بدء الذهاب للمدرسة وبدء الاختلاط في مجموعات لعب الأطفال. أما الأعراض فهي:
- فرط الحركة والميل لإحداث الفوضى.
- الصراخ والعدوانية.
- ضعف الخطوات عند المشي.
- تكرار اليقظة أثناء النوم ليلاً.
- قد تعود التشنجات فجأة.
- تراجع التحصيل العلمي في المدرسة، واهتزاز القلم عند الكتابة وارتجاف اليد عند تناول شيء.
- عودة اللون الأشقر للشعر.

إن استمرار هذه الأعراض دون معالجتها يؤدي إلى حدوث تلف في الدماغ، وإلى تدني القدرة الذهنية.

## الاصطناع الحيوي
يُصطنع الفينيل ألانين حيويًّا عبر مسار الشِّيكِيمات [الإنجليزية].